# بدوي إبراهيم حمودة
المستشار بدوي حمودة (7 نوفمبر 1903 ـ ديسمبر 1991) هو وزير العدل المصري سابقا.

## حياته ونشأته
ولد بدوي حمودة بكفر البدماص مدينة المنصورة في السابع من نوفمبر سنة 1903. كان والده عمدة كفر البدماص. درس بالمدرسة الإسلامية بالقاهرة، والتحق بكلية الحقوق جامعة القاهرة وتخرج فيها سنة 1925 وفيها زامل الأديبين توفيق الحكيم، ويحيي حقي، و محافظ البنك المركزي الدكتور عبد الحكيم الرفاعي، و اثنين ممن سبقوه لتولي المناصب الوزارية وهما إبراهيم فرج باشا وحلمي بهجت بدوي، وتوفي المستشار بدوي حمودة في ديسمبر 1991 ولم ينجب أبناء في حياته.

## مناصب
- عمل معاونا بالنيابة (1926).
- مساعدا للنيابة (1927).
- وكيلا للنيابة (1929).
- عمل بالقضاء (1934)، ثم رقي مفتشا للنيابة (1942)، فرئيسا لها (1945)، فوكيل محكمة، ثم وكيلا لإدارة التشريع بوزارة العدل.[2]
- في مارس 1964 عين المستشار بدوي حمودة وزيرا للعدل؛
- وفي أبريل 1949 كان بدوي حمودة من القضاة الذين اختيروا للعمل في مجلس الدولة.
- عين مديرا عاما لإدارة التشريع ومستشارا بمحكمة القضاء الإداري بمجلس الدولة، ثم رأس هيئة المفوضين في هذا المجلس، ثم أصبح عضوا في المحكمة الإدارية العليا.[3]
- وفي 1956 تولي المستشار بدوي حمودة منصب وكيل مجلس الدولة، وفي نوفمبر 1961 أصبح رئيسا لمجلس الدولة، وظل يشغل هذا المنصب حتي أحيل للتقاعد (نوفمبر 1963[1]
- كما كان أول مَنْ اختير ليعين رئيسا للمحكمة العليا، ,وقع عليه الاختيار ليكون عضوا في المحكمة الخاصة التي حاكمت المتهمين في قضية  15 مايو، وذلك باعتباره أول رئيس للمحكمة الدستورية التي أوجدها القانون في 1969.
- تولى منصب رئيس للمحكمة الدستورية في 7  فبراير 1970،، وظل طيلة أكثر من ثمانية أعوام في هذا المنصب، وقد بقي في هذا المنصب حتي خلفه وزير العدل أحمد ممدوح عطية في أكتوبر 1978.